# Поразиньская, Янина
Янина Поразиньская (пол. Janina Porazińska; 29 сентября 1882, Люблин — 2 ноября 1971, Варшава) — польская поэтесса, писательница, редактор, переводчик шведской литературы.

## Биография
Окончила факультет естественных наук Ягеллонского университета в Кракове. Дебютировала со стихами в 1903 году. Сотрудничала с детскими журналами «Przyjaciel Dzieci», в 1909—1910 годах с «Płomyczek» и «Płomyk». Входила в число руководителей юношеского скаутского движения. В 1917 году основала журнал"Płomyczek". В 1927—1939 годах работала редактором детско-юношеских журналов «Płomyczek», «Słonko» и «Poranek». В 1922—1925 годах была сотрудником Министерства религиозных конфессий и народного образования . Во время немецкой оккупации в годы Второй мировой войны, принимала участие в подпольной литературной и общественной жизни.

## Избранные произведения
- 1923: W spalonym dworze. Opowiadanie z 1920
- 1924: Kichuś majstra Lepigliny
- 1925: W Wojtusiowej izbie
- 1929: Kopciuszek
- 1933: Jaś i Kasia
- 1933: Wesoła gromada
- 1937: Legendy
- 1937: Maciuś Skowronek
- 1938: Baśń o siedmiu krukach
- 1946: O dwunastu z Zapiecka
- 1947: Borówka
- 1947: Pleciugowe nowinki
- 1947: Boża ścieżka królowej Kingi
- 1950: O babulce
- 1952: Smyku smyku na patyku (стихи)
- 1952: Za górami… za lasami…
- 1952: Bajdurki
- 1955: Za trzydziewiątą rzeką
- 1955: Zuchwały strzyżyk
- 1955: Trzy gadulki
- 1955: Psotki i śmieszki (стихи)
- 1957: Kto mi dał skrzydła
- 1958: Tajemnicze butki
- 1958: Wesele Małgorzatki
- 1959: Pan Twardowski w Czupidłowie
- 1961: I w sto koni nie dogoni (книга воспоминаний)
- 1961: Czarodziejska księga
- 1962: Starodzieje
- 1964: Pamiętnik Czarnego Noska
- 1967: Moja książeczka
- 1971: Nad wiślaną wodą
- 1973: Szewczyk Dratewka

На русском выходили её произведения «Жил-был король», «Бальбина и грач: Игрушка в рисунках» (1965), «Дедушка Рох». (Польские народные детские песенки в пересказе Бориса Заходера. Детгиз, 1958 г.).
Среди переводов — произведения С. Топелиуса.
Похоронена на кладбище Повонзки в Варшаве .

## Награды
- 1955: Медаль 10-летия Народной Польши
- 1955: Офицерский крест ордена Возрождения Польши
- 1966: Командорский крест ордена Возрождения Польши
- 1969: Орден Улыбки
- 1950 год: Премия Союза писателей Польши
- 1953 год: Премия премьер-министра Польши
- 1957: Премия города Варшавы

## Память
- Именем Янины Поразиньской названы парк и площадь в Варшаве.
- На доме в Люблине, где родилась Янина Поразиньская установлена мемориальная доска.